# Édouard Le Roy
Édouard Louis Emmanuel Julien Le Roy (francês: [edwaʁ ləʁwa] (escutarⓘ); 18 de junho de 1870 em Paris - 10 de novembro de 1954 em Paris) foi um filósofo e matemático francês.